# Caracaraí
Caracaraí – miasto w Brazylii, w stanie Roraima.
W 2022 roku liczba mieszkańców wyniosła 20 957.